# Quartier Am Rotweg Stuttgart
Das Quartier am Rotweg (2024) ist ein Projekt der Internationalen Bauausstellung 2027 StadtRegion Stuttgart. Die aus den Jahren 1949/50 stammende genossenschaftliche Bebauung mit mehrgeschossigen Zeilenbauten wurde ab Dezember 2023 abgerissen. Zuvor wurde im Jahre 2020 ein einstufiger, nicht offener städtebaulichen Wettbewerb mit vorgeschaltetem Auswahlverfahren zur Neugestaltung des Areals durchgeführt. Der Wettbewerb wurde in enger Abstimmung mit dem Amt für Stadtplanung und Wohnen der Landeshauptstadt Stuttgart und der IBA 2027 StadtRegion Stuttgart GmbH durchgeführt. Die Architekturbüros ISSS research Architecture Urbanism, EMT Architektenpartnerschaft und StudioVlayStreeruwitz sowie die Landschaftsarchitekturbüros TOPO*grafik und Greenbox wurden daraufhin beauftragt, bis 2024 die städte- und hochbaulichen Planungen unter Beteiligung aller Akteure und der Bürgerschaft weiter zu konkretisieren. Dieser Prozess war im Frühjahr 2024 abgeschlossen und am 21. Oktober 2024 war offizieller Baubeginn der Neubauten. Vorher wurde das Planrecht durch die Landeshauptstadt Stuttgart geändert und ein neuer Bebauungsplan erstellt.

## Lage
Das Quartier am Rotweg befindet sich im Stuttgarter Stadtteil Rot und liegt zwischen dem Rotweg, der Schozacher Straße und der Fleiner Straße. Es grenzt nördlich und östlich an Einfamilienhaus- bzw. Reihenhaussiedlungen, im Westen und Süden stehen größere Wohnblocks. Etwa 300 m südwestlich stehen die nach Plänen von Hans Scharoun gebauten Hochhäuser Romeo und Julia.
Rot liegt im Norden von Stuttgart, ist verkehrsmäßig gut erschlossen und bildet mit den benachbarten Stadtteilen Zuffenhausen und Freiberg in der West-Ost-Achse einen durchgehenden Siedlungsraum. Südlich und nördlich lockert die Bebauung mit den Stadtteilen Burgholzhof und Zazenhausen auf.

## Geschichte
Nach dem Zweiten Weltkrieg waren etwa 1.200 aus der Region Batschka geflüchtete oder vertriebene Donauschwaben in den geräumten Baracken des unter den Nationalsozialisten gebauten Internierungslagers „Schlotwiese“ untergebracht. 1948 gründeten 79 von ihnen die Neues Heim Gemeinnützige Bau- und Siedlungsgenossenschaft. Nachdem die Stadt Stuttgart der Genossenschaft in Rot Bauland zur Verfügung gestellt hatte sowie mit finanzieller Unterstützung der Landeskreditanstalt und der Stadt Stuttgart konnte im Dezember 1949 mit viel Eigenleistung das erste Wohngebäude im Rotweg 58 fertig gestellt und von Familien des Lagers bezogen werden. Dieses Wohnhaus war ein zentrales Gebäude auf dem Gelände des Quartiers am Rotweg. Mit der Realisierung dieses Gebäudes hatte die Baugenossenschaft die Feuertaufe bestanden und bereits nach vier Jahren erfolgte das Richtfest für die 500. Wohnung. Nach und nach zogen die meisten der Lagerbewohner von der Schlotwiese nach Rot.

## Das IBA-Projekt
Die Herausforderungen vor denen Rot heute steht sind typisch für Siedlungen aus den 1950er-Jahren mit mehrgeschossigen Zeilenbauten wie z. B. die Abwanderung der jungen Generation und von Familien, dem schlechten Image außerhalb des Stadtteils sowie einem einseitigen Wohnungsangebot mit wenig Aufenthaltsqualität des Wohnumfelds.  Mit einem Realisierungswettbewerb suchten die Baugenossenschaften Neues Heim und Zuffenhausen in Kooperation mit der IBA’27 nach städtebaulichen und architektonischen Perspektiven zur Erneuerung der Wohnsituation in Rot. Hierzu sollen Vorschläge eingereicht werden, wie auf einem zentral gelegenen, etwa zwei Hektar großen Areal zwischen 250 und 280 Wohneinheiten in unterschiedlichen Wohnungstypen entstehen können, wobei Flächen für gemeinschaftliche und gewerbliche Nutzungen zu integrieren sind.
Der Wettbewerb wurde als einstufiger, nicht offener städtebaulicher Wettbewerb mit vorgeschaltetem Auswahlverfahren ausgelobt. Auf dem zwei Hektar großen Areal sollen 250 bis 280 Wohneinheiten sowie soziale, gewerbliche und gemeinschaftliche Nutzungen untergebracht werden. Beispiele hierfür sind eine Kita, Flächen für den ambulanten Dienst, Kurzzeitpflegestellen und die Geschäftsstelle der Baugenossenschaft Zuffenhausen sowie Kontaktzonen und Quartiersnutzungen. 108 Büros aus aller Welt hatten sich für eine Teilnahme beworben. Im Dezember 2020 waren 15 Büros ausgewählt worden, ihre Vorschläge bis März 2021 zu präzisieren. Am 13. April 2021 wurde von dem 27-köpfigen Preisgericht der Entwurf des Architekturbüros ISSS Research Architecture Urbanism aus Berlin als Sieger ausgewählt, welches mit dem Büro für Landschaftsarchitektur TOPO*grafik aus Marseille kooperiert. Die zweitplatzierten Architekturbüros sind die EMT Architektenpartnerschaft aus Stuttgart und StutdioVlayStreeruwitz aus Wien. Sie wurden auf Wunsch der Jury in die weitere Planung und Umsetzung einbezogen.

## Bedeutung
IBA’27-Intendant Andreas Hofer führte am 30. Juli 2021 aus, dass das Quartier in Rot mit seinen sehr spezifischen Qualitäten das Projektportfolio der IBA’27 bereichert, indem es Antworten finden soll wie die urbane Gesellschaft im 21. Jahrhundert zusammenleben wird. Weiter soll mit der Neubebauung eine Quartiersentwicklung vorangetrieben werden, die generationengerechtes Wohnen auch für Menschen mit Einschränkungen und Pflegebedarf ermöglicht. Das Projekt in Rot soll exemplarisch zeigen, wie mit vorbildlichen Prozessen baugenossenschaftliche Wohnungsbestände aus den 1950er- und 60er-Jahren sozial verantwortungsbewusst und mit Blick auf den Klimawandel ergänzt und erneuert werden können. Aus einer reinen Wohnsiedlung soll ein lebendiges Quartier entstehen, das gemeinschaftliche Wohn- und Arbeitsmodelle, barrierearmes Wohnen und Pflegeangebote mit typologischer Vielfalt, hoher Freiraumqualität und ökologischem Bauen verbindet.

## Architektur

### Siegerentwurf
Der Siegerentwurf sieht zehn Gebäude vor, die drei- bis sieben Geschosse aufweisen. Die Gebäude gruppieren sich um ein Netz von kleinen Plätzen mit hoher Aufenthaltsqualität, wobei eine zentrale Gemeinschaftswiese das Herzstück des Quartiers darstellt. Periphere, begrünte Ankerplätze verbinden das Quartier mit den angrenzenden Wohngebieten und vorhandenen Bäume sollen so weit als möglich erhalten bleiben. Die in der Ausschreibung geforderten gemeinschaftlichen und gewerblichen Einrichtungen wie Läden, Kita, Ateliers, Werkstätten oder Co-Working-Spaces sowie ein Waschsalon oder eine Quartiersküche sind den Erdgeschossen angeordnet. In den darüber liegenden Etagen sind Wohnungen unterschiedlicher Größe und Art vorgesehen, von Klein- über Familien- bis zu Cluster-Wohnungen. Die Dächer könnten als begrünte Dachterrassen gestaltet werden.
Das Quartier soll lokal und nachhaltig mit Energie versorgt werden. Eine Zisterne und naturnahe Versickerungsflächen nutzen Regenwasser und ein Mobilitätszentrum verbindet Sharing-Angebote, Fahrradwerkstatt und eine Quartiersgarage. Autoabstellplätze in den Untergeschossen können in der Zukunft anderweitig genutzt werden.

### Weiterentwicklung des Entwurfs
Die Architekturbüros ISSS research Architecture Urbanism, EMT Architektenpartnerschaft und StudioVlayStreeruwitz sowie die Landschaftsarchitekturbüros TOPO*grafik und Greenbox haben nach dem Realisierungswettbewerb im Frühjahr 2021, die städte- und hochbaulichen Planungen weiter konkretisiert. In einem kooperativen Planungsprozess wurde von 2021 bis 2023 die Planung im Dialog mit Bewohnerschaft, Fachleuten und Akteuren aus Stuttgart-Rot vorangetrieben. Ziel davon war, ein krisenfestes Quartier zu konzipieren, das in Zukunft gutes genossenschaftliches Wohnen und Zusammenleben ermöglicht. Als Fortführung aus dem Siegerentwurf wurde auf die Förderung des sozialen Zusammenlebens und der gegenseitigen Unterstützung besonderer Wert gelegt. Hierzu sollten belebte Erdgeschosse und Begegnungsorte sowie vielfältige Wohnpolygone geschaffen werden. Dazu kommen lebenswerte Freiräume im Quartier mit vielfältigen Funktionen für Mensch und Natur sowie die Nutzung umweltfreundlicher Mobilität durch geteilte Infrastrukturen. Hier soll beispielhaft das lebenslange Leben in der angestammten Wohnung möglich sein, auch bei zunehmendem Unterstützungsbedarf.
Hinsichtlich der kooperativen Planung ist besonders das Projekt „Reallabor Wohnen“ hervorzuheben. Neben der Organisation einer Vielzahl von Veranstaltungen, zu denen die Akteure und zukünftige Bewohner eingeladen waren, wurden Modelle erstellt, um Highlights des architektonischen Konzepts erlebbar zu machen.
Miniaturmodelle: Die Modelle im Maßstab 1:33 wurden im Frühjahr und Sommer 2022 erstellt und waren mitten im Quartier ausgestellt. Die Miniaturmodelle veranschaulichten die aktuellen Planungen und zeigten einen Ausschnitt des zukünftigen Quartiers, sprich die große Gemeinschaftswiese, die das Herzstück des neuen Quartiers bilden soll, und die drei umliegenden Gebäude. Die Modelle zeigten nicht nur charakteristische Elemente der neuen Bebauung wie Dachterrassen, Erdgeschosszonen und Fassaden, sie veranschaulichten auch verschiedene Wohnungstypen, die im Quartier entstehen sollen. Nur ein Teil der Miniaturwohnungen war fest eingerichtet. In einige Wohnungen konnten einzelne Bauelemente wie Wände und Türen versetzt werden, ebenso wie die vorhandenen Möbeln wie Tische, Stühlen oder Betten. Somit war es möglich den Wohnungsgrundriss und die Inneneinrichtung an eigene Bedürfnisse anzupassen und die gestalterischen Möglichkeiten der Wohnungen zu testen.
Modellwohnen: Im Sommer 2023 stand das 1:1-Modell mitten im Quartier. Das Modell zeigte einen Ausschnitt der damals aktuellen Planung in Originalgröße. Dargestellt waren zwei gegenüberliegende Baukörper, die jeweils zwei Wohnungen und den Laubengang umfassten. Hier wurden verschiedene Themen aus der Planung für zukünftige Mieter, die Nachbarschaft und Fachleute erlebbar gemacht wie zum Beispiel:
- die Sichtbeziehung zwischen den Häusern und der Kontakt mit den Nachbarn gegenüber
- die Begegnungen und das Miteinander zwischen den Hausbewohnern im Laubengang als belebter Raum
- der Blickkontakt, der zwischen Wohnküche und Laubengang möglich sein soll, falls dieser gewünscht ist
- die rankende Begrünung an offenen Laubengang- bzw. Balkongerüsten

#### Fassadenelemente
Für drei repräsentative Häuser wurden im März 2025 im Baustellenbereich Fassadenmodelle im Maßstab 1:1 aufgestellt. Diese wirklichkeitstreuen Duplikate zeigen mögliche Oberflächen, Fenster, Geländer und Sonnenschutzelemente der Fassaden. Nach eingehender Prüfung aller an Planung und Bau beteiligten wurden die finalen Materialentscheidungen getroffen. Die Fassaden werden aus Holz gefertigt. Jedes Gebäude erhält eine eigene Oberflächenbehandlung und Farbgestaltung, wodurch gezielte Farbakzente entstehen sollen. Diese tragen zu einer lebendigen Quartiersatmosphäre bei.

## Baufortschritt
Im Dezember 2023 begannen die Abrissarbeiten der alten Gebäude, zu denen auch das erste genossenschaftlich gebaute Haus gehörte. Die Abrissarbeiten wurden im Frühjahr 2024 beendet. Baubeginn der Neuanlage war am 21. Oktober 2024.
Feierliche Grundsteinlegung der ersten Gebäude war am 23. Mai 2025 in Beisein des Oberbürgermeisters von Stuttgart, Frank Nopper. Er würdigte das Engagement der Bauherren sowie die zügige Umsetzung des Projekts und wies darauf hin, dass hier ein Vorzeigeprojekt für Menschen unterschiedlichster Herkunft, unterschiedlichsten Alters und in unterschiedlichsten Lebenslagen entsteht, das, bei fairen und bezahlbare Mieten, auch neue gemeinschaftliche Wohnformen enthält.